# Le avventure di Pinocchio (film incompiuto)

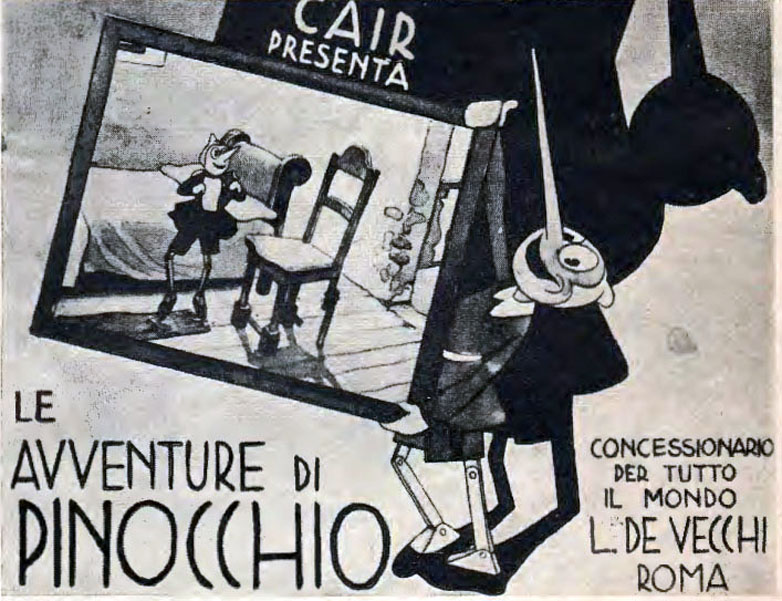
Un'immagine pubblicitaria del film durante la produzione.

Le avventure di Pinocchio è un film rimasto incompiuto che sarebbe dovuto essere il primo film d'animazione italiano. Basato sul celebre romanzo Le avventure di Pinocchio. Storia di un burattino di Carlo Collodi, il lungometraggio venne messo in produzione dalla CAIR (Cartoni Animati Italiani Roma) nel 1935 ed era previsto per la distribuzione da parte della De Vecchi l'anno successivo, ma non fu mai completato per difficoltà produttive e mancanza di finanziamenti.

## Produzione

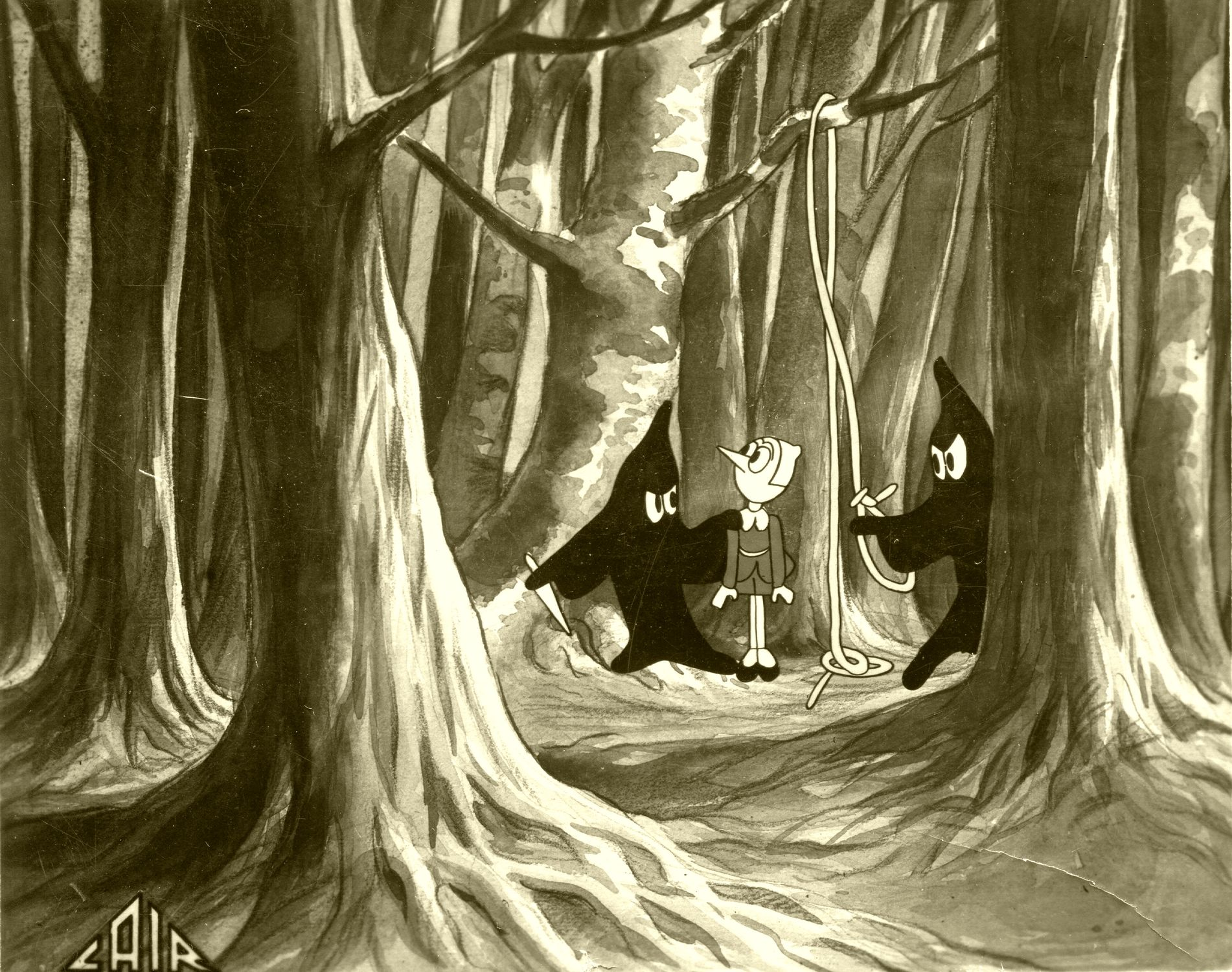
Fotogramma in cui il Gatto e la Volpe, travestiti da fantasmi, impiccano Pinocchio.

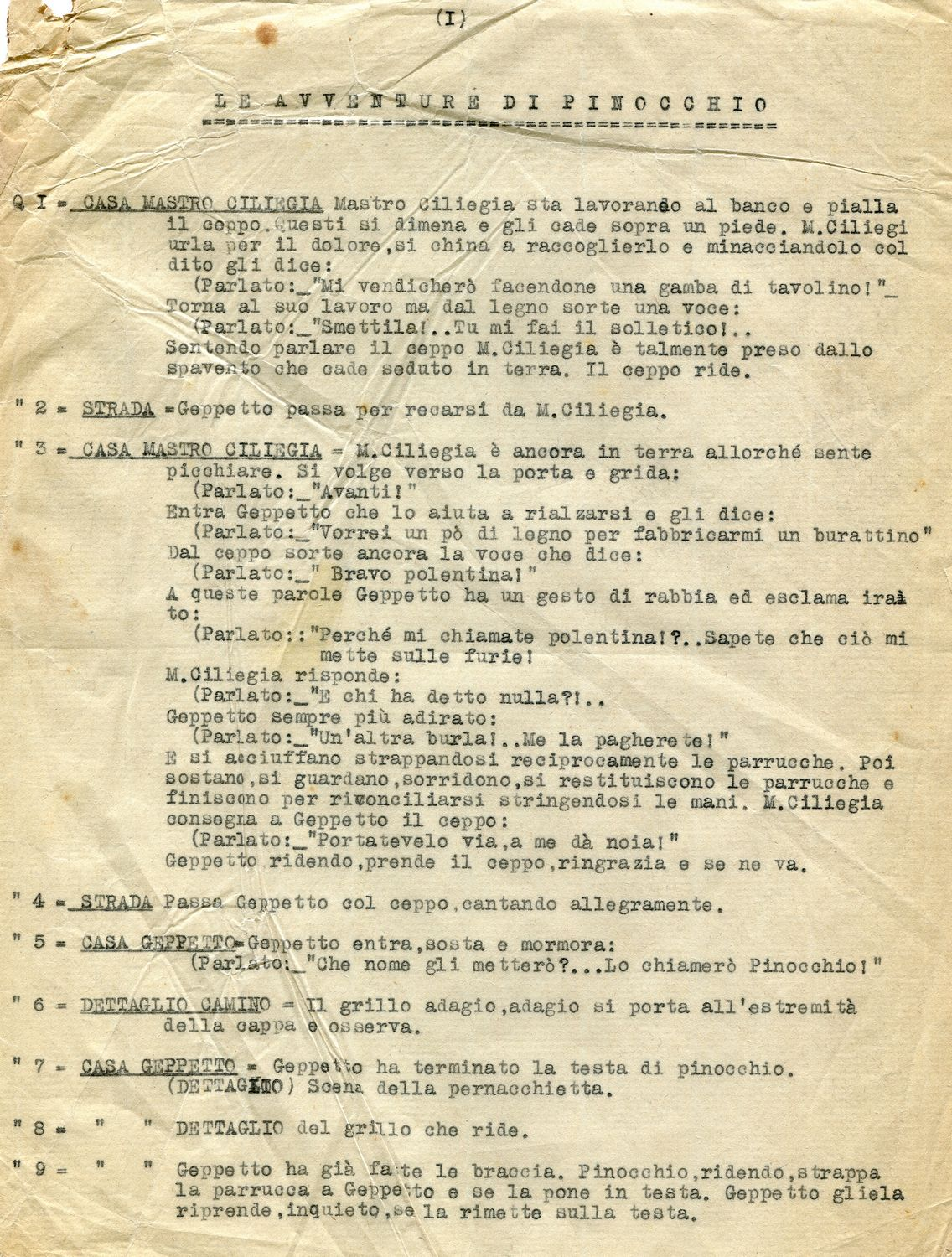
La prima pagina della sceneggiatura originale.

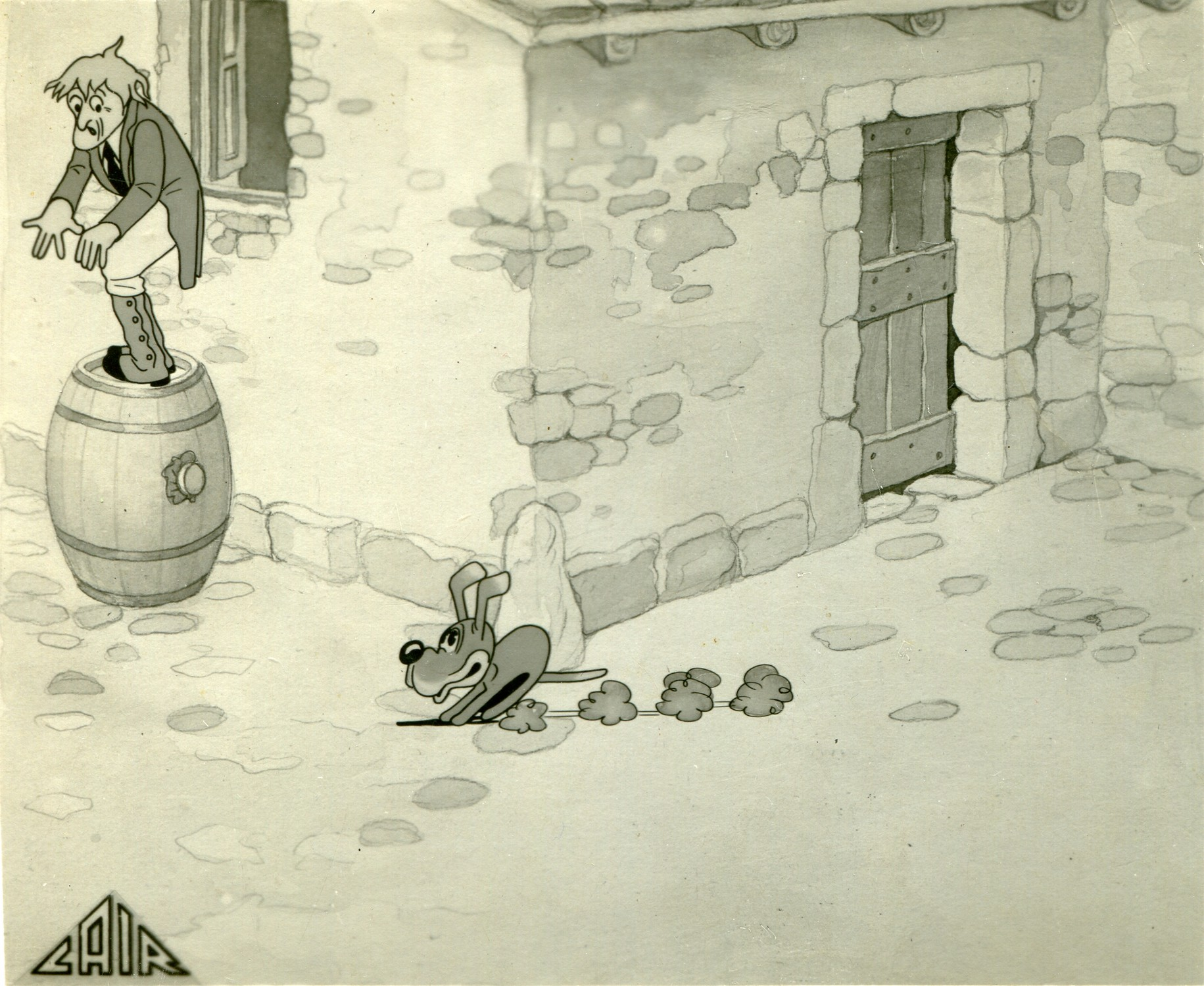
Geppetto in un fotogramma del film.

Nel gennaio del 1935 il politico Alfredo Rocco, per contrastare lo strapotere di Walt Disney nel campo dell'animazione, decise di commissionare alla neonata CAIR il primo film d'animazione italiano. Lo studio scelse di adattare fedelmente il romanzo di Collodi e, dopo averne acquistato i diritti dalla casa editrice R. Bemporad & figlio, si mise al lavoro. A oggi non è chiaro chi fossero i registi del film. Alcune fonti citano Umberto Spano e Raoul Verdini, mentre altre Romolo Bacchini e il figlio Carlo, anche autori della fotografia.

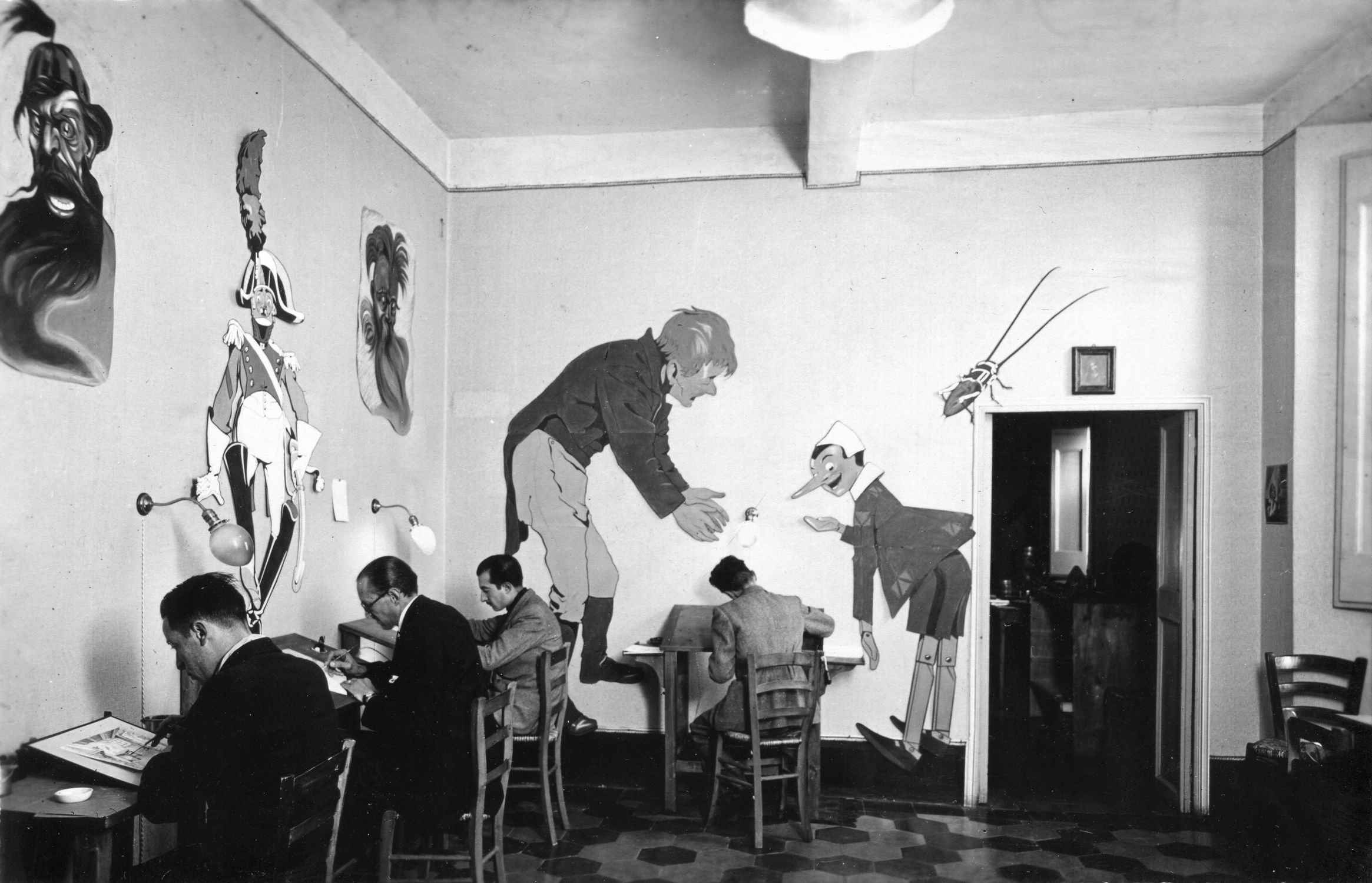
Gli animatori del film al lavoro negli studi CAIR nel 1935.

Vi è invece accordo sulla triade di animatori principali, ovvero i disegnatori del Marc'Aurelio Verdini, Gioacchino Colizzi e Mameli Barbara, assunti a tale scopo dalla CAIR in cui rimasero un anno (Verdini e Barbara si occupavano anche del character design). Romolo Bacchini era anche produttore e compositore del film, nonché direttore artistico insieme con Verdini, mentre come compositore viene a volte citato Umberto Giordano. Tra gli addetti all'inchiostrazione, oltre a Carlo Bacchini, vanno segnalati Ettore Ranalli, Ennio Zedda e Amerigo Tot. Gli sfondi erano affidati a Mario Pompei insieme con Franco Fiorenzi e Colizzi. Era prevista la realizzazione di circa 110.000 disegni per un anno di lavoro, con un budget preventivato di un milione di lire, e la distribuzione in tutto il mondo era prevista per l'autunno del 1936. Tuttavia la produzione del film fu molto travagliata a causa di svariati problemi tecnici, come ricordò lo stesso Barbara nel giugno 1992:
(Mameli Barbara)
A fine anno la CAIR, avendo esaurito i finanziamenti, cessò l'attività, e il materiale rimase inutilizzato. Il film comprendeva circa 150.000 disegni e 2.500 metri di pellicola (il Dizionario del cinema italiano riporta una durata di circa 105 minuti). L'anno dopo Raoul Verdini tentò di terminare da solo il film, cercando di convertirlo a colori con il sistema Catalucci per poterlo distribuire in inverno. Tuttavia Verdini non riuscì nell'intento, e il film rimase quindi incompiuto. Casualmente, in quello stesso anno Disney acquistò i diritti del libro per realizzare il suo secondo lungometraggio animato, Pinocchio.